# William P. Gerberding
William Passavant Gerberding (Fargo, 1929. szeptember 9. – Irvine, 2014. december 27.) amerikai oktató; a Washingtoni Egyetem egykori rektora, valamint az Illinois-i Egyetem (Urbana–Champaign) korábbi kancellárja.
Róla nevezték el a Gerberding épületet, a Washingtoni Egyetem Rektori Kabinetjének székhelyét.

## Élete és pályafutása
Gerberding az Észak-Dakota állambeli Fargóban született; William Gerberding és Esther Habighorst négy gyermeke közül a legfiatalabb. Első diplomáját a minnesotai Saint Paulban található Macalaster Főiskolán, mesterdiplomáját és doktori fokozatát pedig a Chicagói Egyetemen szerezte meg. Később a New York-i Colgate Egyetem oktatója, majd a UCLA politikatudományi tanszékének vezetője volt. 1972-ben az Occidental Főiskola tanulmányi igazgatóhelyettese, később pedig a UCLA kancellárhelyettese volt.
1978–79-ben az Illinois-i Egyetem (Urbana–Champaign) kancellárja, 1979 és 1995 között a Washingtoni Egyetem rektora volt. Gerberding 2014. december 27-én, 85 éves korában hunyt el.

## Fordítás
- Ez a szócikk részben vagy egészben  a   William P. Gerberding című angol Wikipédia-szócikk ezen változatának fordításán alapul.  Az eredeti cikk szerkesztőit annak laptörténete sorolja fel. Ez a jelzés csupán a megfogalmazás eredetét és a szerzői jogokat jelzi, nem szolgál a cikkben szereplő információk forrásmegjelöléseként.